# 종손
종손(宗孫)이란 종가의 대를 이을 맏손자이다. 한 가문 또는 동족의 최고 조상의 직계손이다. 종가의 혈통을 계승하여 제사를 지내며, 대외적으로 문중을 대표하고 문중 명의로 된 재산을 관리하며, 문중에 어떤 문제가 생겼을 때 중재하고 결정하는 역할을 한다.
대종이나 소종의 적장자손을 말한다. 일반적으로 가문마다 시조, 중시조가 있다.
소종은 같은 고조부를 가진 자손들의 집단이고 대종은 더 윗대에 같은 조상으로 하여 내려온 자손들로 이루어진 집단이라고 할 수 있다.
종손을 사손(祀孫)이라고도 하며, 중국 종법(宗法)에서는 종자(宗子)라 한다. 종가에 대를 이을 자손이 없으면 양자를 통해서 대를 잇게 하였다. 종손은 경제적으로 위토(位土)와 임야의 소유권이 종손에게 계승되었다. 종손은 종원을 문적에서 제명시키는 권한까지도 갖고 있어 권위 또한 대단하였다. 오늘날 종손은 종중재산에 대해서 관습상 특별한 권능이 있지 않다. 종손은 종중을 대표할 권한이 없다. 종중이 민주적 절차로 운영이 된다. 종중규약을 보면 보통 친목도모 상호부조를 목적으로 한다는 종중의 의지가 나타나 있다. 종래 이름난 집안의 종손은 대내적으로 각별한 예우를 받았다. 오늘날에 이르러는 민주화·산업화·도시화의 영향으로 종손의 사회적 지위가 급격히 저하되어 별로 의의가 없다.